# Lo mejor de mí (álbum)
Lo mejor de mí es el título del quinto álbum de estudio grabado por el cantante mexicano Cristian Castro. Fue lanzado al mercado bajo el sello discográfico BMG U.S. Latin el 30 de septiembre de 1997 y es el primer álbum para dicha compañía discográfica.

## Antecedentes
En este álbum trabaja por primera vez con el cantautor, arreglista y productor musical cubano-estadounidense Rudy Pérez, quien es muy reconocido en la música latina. 

## Recepción
Este álbum recibió dos nominaciones para el Premio Grammy al Mejor Álbum de Pop Latino en la 40°. edición anual de los Premios Grammy, celebrada el miércoles 25 de febrero de 1998, pero finalmente perdió contra Romances de Luis Miguel, y además recibió una nominación para la 10°. entrega de Premios Lo Nuestro en la categoría Álbum Pop del Año celebrada el jueves 14 de mayo de 1998, pero finalmente perdió otra vez ahora contra Me estoy enamorando de Alejandro Fernández. Forma parte de la lista de los 100 discos que debes tener antes del fin del mundo, publicada en 2012 por Sony Music.

## Lista de canciones
| Lo mejor de mí |                                               |                                                  |          |  |
| N.º            | Título                                        | Escritor(es)                                     | Duración |  |
| 1.             | «Lo mejor de mí»                              | Rudy Pérez                                       | 3:56     |  |
| 2.             | «Sé mi aire»                                  | Fernando Osorio                                  | 3:40     |  |
| 3.             | «Nadie»                                       | Cristian Castro · Eros Ramazzotti                | 3:33     |  |
| 4.             | «Si tú me amaras»                             | Rudy Pérez                                       | 4:17     |  |
| 5.             | «Lloraré»                                     | Fernando Osorio                                  | 3:38     |  |
| 6.             | «Amaneciendo en ti»                           | Alfredo Matheus                                  | 4:04     |  |
| 7.             | «Me tomas, me sueltas»                        | Claudia Brant · Dany Tomas · Marcelo Wengrovski  | 4:25     |  |
| 8.             | «Necesitas amor» («Bisogno d'amore»)          | Danilo Amerio Adapt: al español: Cristian Castro | 4:07     |  |
| 9.             | «Seré para ti»                                | Mark Portmann · Rudy Pérez                       | 5:43     |  |
| 10.            | «Si acaba bien»                               | Mario Patiño · Rudy Pérez                        | 3:40     |  |
| 11.            | «En donde estás tú»                           | Mauricio Abaroa                                  | 4:40     |  |
| 12.            | «Lloran las rosas»                            | Alfredo Matheus                                  | 4:27     |  |
| 13.            | «Después de ti... ¿qué?» (con Raúl Di Blasio) | Rudy Pérez                                       | 5:31     |  |
| 55:14          |                                               |                                                  |          |  |

## Posicionamiento en listas
| Listas (1997)                                   | Máxima posición |
| ----------------------------------------------- | --------------- |
| U.S. Billboard Top Latin Albums[cita requerida] | 5               |
| U.S. Billboard Latin Pop Albums[cita requerida] | 4               |